# ラタン・タタ
ラタン・タタ（रतन नवल टाटा、Ratan Naval Tata、1937年12月28日 - 2024年10月9日）は、インドの実業家、同国最大の企業グループであるタタ・グループの会長。また、ラタンは、タタ・スチール、タタ・モーターズ、タタ・コンサルタンシー・サービシズ、タージ・ホテルズ・リゾーツ&パレスなど、タタ・グループ主要企業でも社長・会長を務めている。

## 人物
イギリス領インド帝国（当時）のボンベイに、同国で最も有名で富裕な一族であるタタ一族のもとに生まれた。タタ・グループの創始者といえるジャムシェトジー・タタは、ラタンの曽祖父である。ラタンはコーネル大学（アメリカ・ニューヨーク州）を1962年に卒業（学位は構造力学）し、1975年にハーバード・ビジネス・スクールのアドバンスド・マネジメント・プログラム（AMP）を修了した。ラタンが初めてタタ・グループに加わったのは1962年であり、それはIBMでの勤務を辞めた後であった。2012年4月29日付で日本政府から旭日大綬章が伝達された。2014年にはボアオ・アジア・フォーラムの理事に選ばれ、中国の清華大学経済管理学院顧問委員でもある。2018年にスウォンジー大学名誉博士号を授与された。
2024年10月9日、7日から入院中の南ムンバイの病院で死去。86歳没。